# Internazionali di Tennis Città dell'Aquila 2019
Gli Internazionali di Tennis Città dell'Aquila del 2019 — commercialmente, Aterno Gas&Power Tennis Cup 2019 — sono stati un torneo professionistico di tennis, facenti parte della categoria ATP Challenger Tour.
Il torneo si è giocato in Italia, all'Aquila, sui campi in terra rossa del Circolo Tennis L'Aquila, dal 19 al 25 agosto.

## Vincitori

### Singolare
Andrea Collarini ha battuto in finale  Andrej Martin con il punteggio di 6–3, 6–1.

### Doppio
Tomislav Brkić e  Ante Pavić hanno battuto in finale  Luca Margaroli e  Andrea Vavassori con il punteggio di 6–3, 6–2.